# Gialo
Gialo är en ort i Libyen. Den ligger i den centrala delen av landet, 900 km sydost om huvudstaden Tripoli. Gialo ligger 41 meter över havet och antalet invånare är 3 334.
Terrängen runt Gialo är mycket platt.  Trakten runt Gialo är nära nog obefolkad, med mindre än två invånare per kvadratkilometer. Det finns inga andra samhällen i närheten. Trakten runt Gialo är ofruktbar med lite eller ingen växtlighet.